# Лавшук, Степан Степанович
Степан Степанович Лавшук (бел. Сцяпан Сцяпанавіч Лаўшук; род. 28 июля 1944, Василевичи, Полесская область) — белорусский литературовед, писатель. Член-корреспондент НАН Беларуси (2004), доктор филологических наук (1998), профессор.

## Биография
Родился в семье рабочих. После окончания Василевичской средней школы № 2 (1961) работал рабочим в Пермской области и в Василевичах. Окончил филологический факультет БГУ (1967). Работал учителем белорусского языка и литературы, заместителем директора в Дятловицкой, Лахвенской средней школах, заведующим отделом организационно-комсомольской работы райкома комсомола, директором Бродницкой восьмигодки Лунинецкого района. В 1970-73 занимался в аспирантуре при Институте литературы имени Янки Купалы АН БССР, после окончания которой работал до 2007 включительно младшим, старшим, главным научным сотрудником этого института, затем главным научным сотрудником Института языка и литературы НАН Беларуси. С 2012 — главный научный сотрудник Центра исследования белорусской культуры, языка и литературы. Член Союза писателей СССР с 1982.

## Научная деятельность и творчество
С 1972 выступает как критик, литературовед. Исследует проблемы развития белорусской драматургии. Автор книг «Сучасная беларуская драматургія» (1977), «Станаўленне беларускай савецкай драматургіі (20-е — начало 30-х гг.)» (1984), «Кандрат Крапіва і беларуская драматургія» (1986, 2002), «На драматургічных скрыжаваннях» (1989), «Гарызонты беларускай драматургіі» (2010), брошюр «З думкай пра сучасніка: Агляд сучаснай беларускай драматургіі» (1977), «Першы народны артыст БССР» (1982) и «Высокія арбіты грамадзянскасці» (1984). Один из авторов «Истории белорусской советской литературы» (1977), «Гісторыі беларускай савецкай літаратуры» (ч. 1-2, 1981-82), коллективных исследований «Беларуская літаратура і праблемы сучаснасці» (1978), «У. І. Ленін і Кастрычніцкая рэвалюцыя ў беларускай літаратуры» (1987), «Нарысы па гісторыі беларуска-рускіх літаратурных сувязей» в 4 книгах (1994—1995), «Тэатральная Беларусь» (2003, т.2), «Беларусы» (2012, т. 13 «Тэатральнае мастацтва»).
Составитель книги «Беларуская дакастрычніцкая драматургія» (1978), сборника В. Голубки «Творы» (1983), сборников «П’есы» (1984), сборника произведений в 5 т. А. Макаёнка (1986—1990), фотоальбома «Кандрат Крапіва» (1989), сборника произведений Кондрата Крапивы в 6 т. (1997—2004).